# Live from the Kitchen
Live from the Kitchen è il sesto album del rapper statunitense Yo Gotti, pubblicato nel 2012.
Su Metacritic ottiene un punteggio pari a 59/100 basato su 5 recensioni.
| Recensione     | Giudizio |
| -------------- | -------- |
| AllMusic       | [ 1 ]    |
| HipHopDX       | [ 2 ]    |
| Pitchfork      | [ 2 ]    |
| Slant Magazine | [ 2 ]    |
| XXL            | [ 2 ]    |

## Tracce
1. Testimony – 5:16 (testo: Mario Mims, Montay "DJ Montay" Humphrey – musica: DJ Montay)
2. Harder (featuring Rick Ross) – 4:13 (testo: Mims, William Roberts II, Antonie "Lil' Lody" Kearney – musica: Lil' Lody)
3. Killa – 6:07 (testo: Mims, Demetrius Stewart – musica: Shawty Redd)
4. Red, White & Blue (featuring Jadakiss) – 4:41 (testo: Mims, Jason Phillips, Mike "Drumma Drama" Smith – musica: Drumma Drama)
5. Single – 3:30 (testo: Mims, Kearney – musica: Lil' Lody)
6. Second Chance – 4:08 (testo: Mims, Lexus "Lex Luger" Lewis – musica: Lex Luger)
7. Cases (featuring 2 Chainz) – 4:24 (testo: Mims, Tauheed Epps, Michael L. Williams II – musica: Mike WiLL Made It)
8. Letter – 5:50 (testo: Mims, Kearney – musica: Lil' Lody)
9. Go Girl (featuring Big K.R.I.T., Big Sean, Wale & Wiz Khalifa) – 3:45 (testo: Mims, Cameron Thomaz, Sean Anderson, Justin Scott, Olubowale Akintimehin – musica: Big K.R.I.T.)
10. We Can Get It On – 3:47 (testo: Mims, Christopher Gholson – musica: Drumma Boy)
11. 5 Star (Remix) (featuring Gucci Mane, Trina & Nicki Minaj) – 4:04 (testo: Mims, Onika Maraj, Radric Davis, Katrina Taylor, Rodney "Hot Rod" Toole – musica: Hot Rod)

## Classifiche

### Classifiche settimanali
| Classifica (2012)         | Posizione massima |
| ------------------------- | ----------------- |
| Stati Uniti               | 12                |
| US Digital Albums         | 14                |
| US Tastemaker Albums      | 11                |
| US Top Rap Albums         | 4                 |
| US Top R&B/Hip-Hop Albums | 4                 |

### Classifiche di fine anno
| Classifica (2012)         | Posizione massima |
| ------------------------- | ----------------- |
| US Top R&B/Hip-Hop Albums | 87                |